# 功能性财政
功能性财政是由阿巴·勒那提出的一个基于有效需求理论和货币国家论的异端经济学理论。这个理论支持由政府直接自我提供资金来达成通胀稳定、增加就业、促进经济增长等目标，鼓励政府无视预算而通过印钞来保持支出。

## 理论概要
功能性财政的主要内容可以被简要概括为以下几点：
- 政府有必要干涉国内与国际市场，该理论认为这些市场并不能自我调整。
- 国家的主要目标应该为促进经济蓬勃发展。
- 货币是由国家创造的，因此国家必须对其进行管理。
- 财政政策应由其经济影响主导，政府的预算不应影响而仅应该随着需要调整。政府预算平衡赤字与否并不重要，经济发展才是唯一主要的目标。
- 政府的开支应该也之应该与经济发展需要的经济活动的量对应，而税收应该是控制经济活动的手段而非政府收入的来源。
- 收支平衡的理论仅适用于个人、企业或非主权政体；对于任何可以随意发行主权货币的主权国家，收支平衡不需要被考虑。

## 财政政策
勒那认为政府的财政政策应该基于以下三个原则：
1. 政府需要保持一定量的开支。当过度失业出现的时候，政府需要减少税收增加开销。反之，当经济过热，政府需要减少开支增加税收来减少经济活动以控制通货膨胀。
2. 政府可以通过提升借款提高利率，也可以通过借出钱或是偿还先前的借款来降低利率。由此，政府可以控制汇率以最优化市场中的投资量。
3. 如果在执行前两条的时候政府遭遇了预算不足，政府应该通过印钞的方式继续履行前两条原则。

## 延伸阅读
- Forstater, Mathew, , 12 August 1999  [2023-03-01], （原始内容存档于2023-03-01）
- Lerner, Abba P.,